# Lipoptena cervi
Lipoptène du cerf, Mouche du cerf
Espèce
Synonymes
- Lipoptena pallipes (Curtis, 1824)
- Haemobora pallipes Curtis, 1824
- Ornithobia pallida Meigen, 1830
- Pediculus cervi Linné, 1758[1]

Lipoptena cervi, le Lipoptène du cerf ou la Mouche du cerf, est une espèce de mouches de la famille des Hippoboscidae. Ces mouches vivent dans les zones tempérées d'Europe, Sibérie, et de Chine du Nord. Elles ont été introduites en Amérique du Nord. Ce sont des parasites de l'Élan et d'autres cervidés, dans les fourrures desquels elles se nichent pour en sucer le sang. Les adultes mesurent de 5 à 7 mm et sont de couleur brune. Leurs corps sont plats et souples, ce qui les rend difficiles à saisir. Lipoptena cervi vole assez mal et seulement sur de courtes distances. Une fois l'insecte posé sur sa proie, ses ailes tombent et il se niche dans les poils.

## Morsure

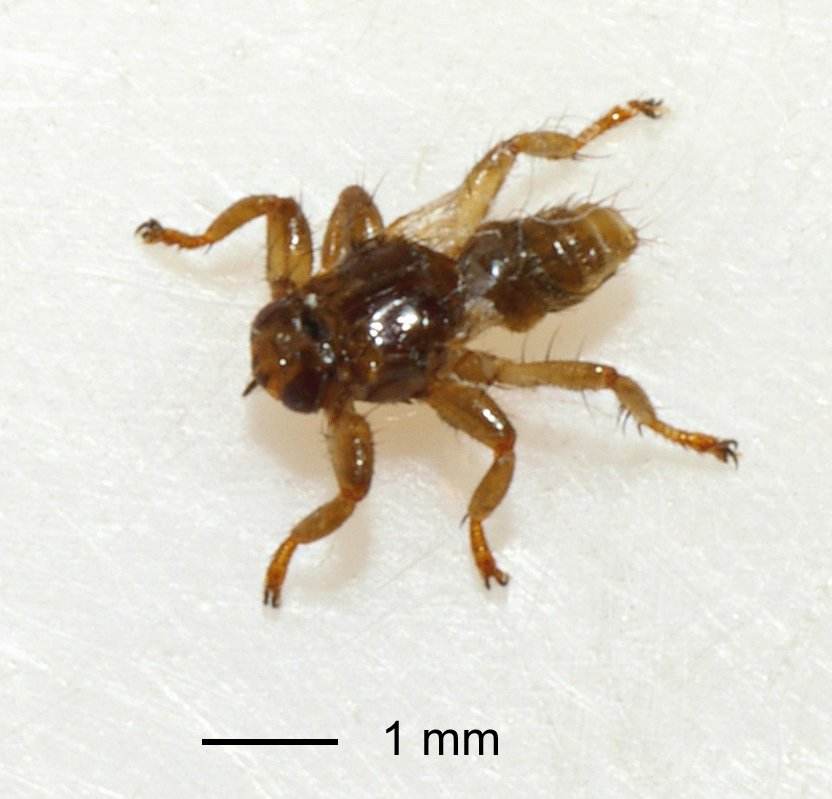
Lipoptena cervi sans les ailes.

Le cycle de vie de la mouche du cerf a lieu exclusivement sur les cervidés, mais elle peut, rarement, mordre l'humain, entraînant parfois une réaction allergique. La morsure est alors d'abord anodine, puis devient un bouton rouge en quelques jours. Les démangeaisons qui l'accompagnent peuvent perdurer pendant deux à trois semaines. Une papule peut alors rester pendant près d'un an. Le principal désagrément pour l'homme est de se débarrasser de l'insecte en lui-même, qui s’agrippe aux vêtements et cheveux.

## Mode de vie
Les spécimens mâles et femelles de Lipoptena cervi se nourrissent du sang de leur hôte, et ce pendant 15 à 25 minutes. La femelle produit une larve à la fois, qui reste dans son corps jusqu'à ce qu'elle arrive au stade de la pupe. La larve en elle-même se nourrit avec une glande à lait présente dans l'utérus de sa mère. Après avoir atteint la forme adulte, la mouche vole à la recherche d'un hôte. Une fois trouvé, elle se pose sur sa proie et reste dessus toute sa vie.

## Répartition
Cette espèce se rencontre dans toute l'Europe (y compris le Royaume-Uni à l'exception de l'Irlande), en Algérie, dans l'Est de la Sibérie et dans le Nord de la Chine. Elle a été introduite dans l'Est des États Unis. Elle s'est également répandue en Finlande par la Russie au début des années 1960, où elle se nourrit sur les élans, et se propage sur les rennes,,.